# 3491 Fridolin
3491 Fridolin eller 1984 SM4 är en asteroid i huvudbältet som upptäcktes den 30 september 1984 av den Schweiziska astronomen Paul Wild vid Observatorium Zimmerwald. Den har fått sitt namn efter Sankt Fridolin.
Asteroiden har en diameter på ungefär 8 kilometer och den tillhör asteroidgruppen Agnia.